# Al-Asimah
Al-Asimah (Arabisch: العاصمة Al ‘Āşimah of Al Kuwayt) is het hoofdstedelijke gouvernement van Koeweit.
Al-Asimah telt 305.694 inwoners op een oppervlakte van 200 km².
Ahmadi · Al-Asimah · Farwaniya · Jahra · Hawalli · Mubarak Al-Kabier